# Joaquim Pestana
Joaquim Pestana (Câmara de Lobos, Madeira, 24 de dezembro de 1840 — Funchal, Madeira, 6 de fevereiro de 1909) foi um escritor e poeta português, natural da ilha da Madeira. Nunca editou nenhum livro em vida, dispersando a sua obra por contribuições em publicações periódicas. No entanto, chegou a coligir e intitular um futuro livro seu, Espinhos e Flores, que acabou por nunca ser publicado.
Na freguesia de Câmara de Lobos, hoje em dia, existe uma rua denominada em sua honra: a rua Joaquim Pestana, que dá acesso à Escola do Carmo, foi assim nomeada em dezembro de 2004. Já antes, entre 1951 e 1995, uma outra rua da mesma freguesia, anexa à sua primeira residência, ostentava o seu nome. Desde 2014, existe também um prémio de mérito escolar intitulado em honra do poeta e atribuído pela Câmara Municipal de Câmara de Lobos anualmente.

## Biografia
Joaquim Pestana nasceu na vila de Câmara de Lobos, a 24 de dezembro de 1840, filho de António Pestana e Genoveva Cândida. Não tinha formação académica média ou superior, sendo um autodidacta assumido. Nunca se casou. Trabalhou como caixeiro numa loja "de fazendas" e papelaria em Câmara de Lobos, a qual herdou após a morte do seu dono.
Vivia numa casa com miradouro sobre a baía de Câmara de Lobos e o Cabo Girão. Em 1901, vendeu esta sua residência e foi morar para o Funchal, onde acabaria por falecer.
Joaquim Pestana filiou-se na corrente literária de O Novo Trovador, seguindo a escola de Soares de Passos, fundador do ultrarromantismo em Portugal. A sua ávida leitura bíblica e vivência religiosa figuram significativamente na sua obra poética. Colaborou com revistas, jornais e almanaques portugueses e brasileiros de pendor católico.
Foi militante progressista e era defensor das ideias republicanas, expressando simpatia pelas figuras de Manuel de Arriaga, Latino Coelho, Teófilo Braga e Consiglieri Pedroso. Foi vereador da Câmara Municipal de Câmara de Lobos.

 
Faleceu de tuberculose no Funchal, a 6 de fevereiro de 1909.